# Польворон
Польворо́н (исп. polvorón; араб. غُرَيْبَة‎, ghurayba; себ. polboron; таг. pulburon) — вид андалусского песочного печенья, ведущий своё происхождение из Леванта, популярный в Испании и Латинской Америке, а также бывших испанских колониях, таких как Филиппины, на Рождество. Его делают из муки, сахара, молока и орехов. Раньше польвороны обычно пекли в период с сентября по январь, но сейчас их, как правило, можно купить в любое время года. В Андалусии есть около 70 предприятий, являющихся частью синдиката, производящего польвороны и мантекадо.

## Местные разновидности

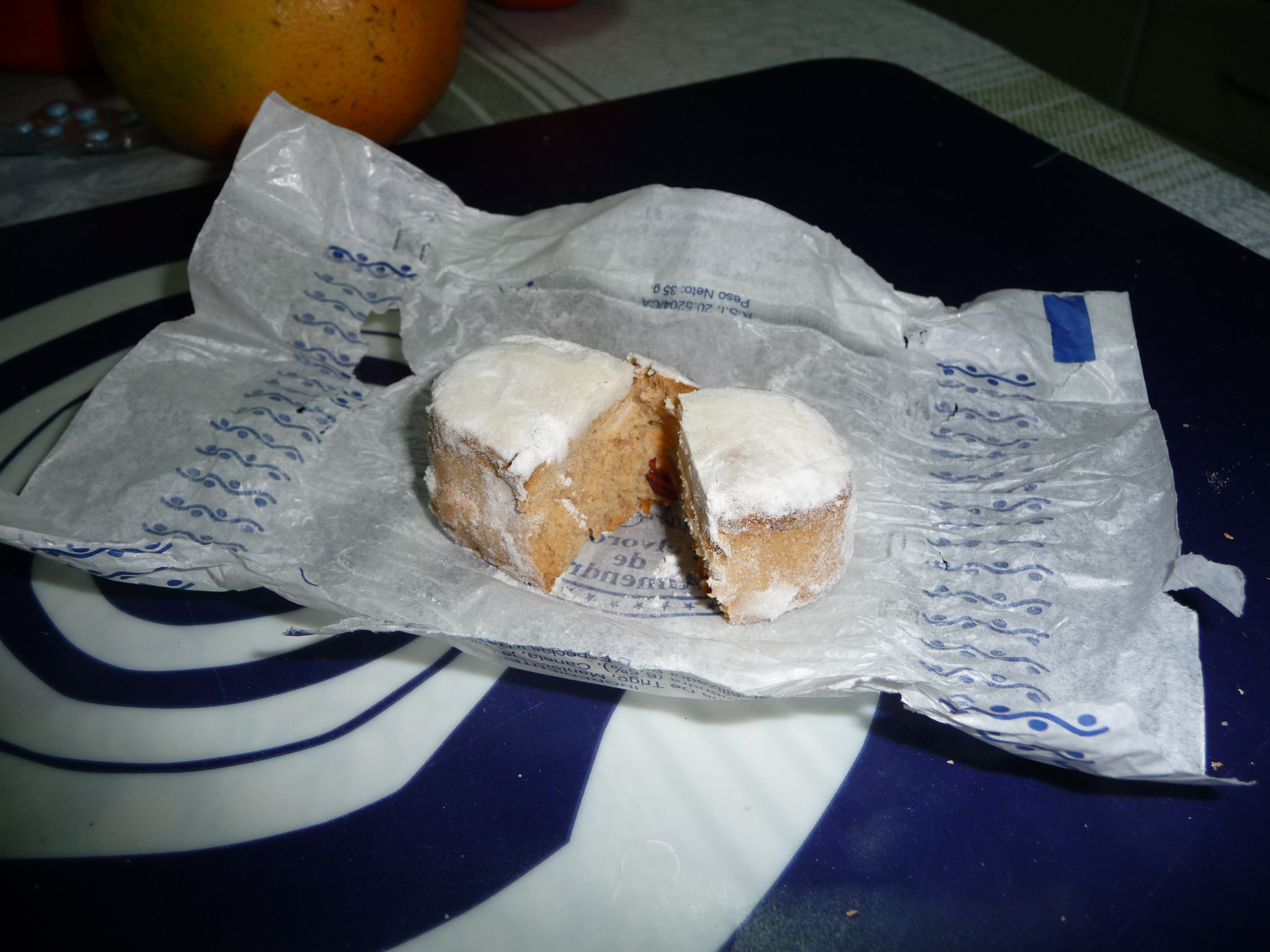
Польворон в бумажной обёртке

### Мексика
В Мексике польвороны обычно подаются на свадьбах и различных праздниках. Печенья делают в виде маленьких шариков, как правило с орехом-пеканом. В США они известны как мексиканские свадебные печенья

### Филиппины
На Филиппинах существует несколько местных разновидностей традиционного рецепта польворона. Это, например, польворон с орехами кешью, польворон с pinipig (зелёные хлопья из прессованного недозрелого риса), и даже земляничный польворон и польворон со вкусом мороженого «cookies-and-cream».

### Испания
Мантекадо (Mantecado) — это испанское песочное печенье, очень похожее на польворон. Название мантекадо произошло от входящего в их состав manteca de cerdo iberico (сало иберийской свиньи). В настоящее время существуют разновидности, в состав которых вместо животного жира входит, например, оливковое масло.

### США
В южном Техасе польвороны, иногда называемые «Pan de Polvo», делают с добавлением аниса.